# 왕남키아오군
왕남키아오군은 나콘랏차시마주의 행정 구역이다. 이 지역의 총 인구 수는 2000년 기준으로 41485명이다. 인구 밀도는 36.7km2이다.

## 행정 구역
| 1. | Wang Nam Khiao | วังน้ำเขียว |  |
| 2. | Wang Mi        | วังหมี     |  |
| 3. | Raroeng        | ระเริง    |  |
| 4. | Udom Sap       | อุดมทรัพย์  |  |
| 5. | Thai Samakkhi  | ไทยสามัคคี |  |